# Altarretabel

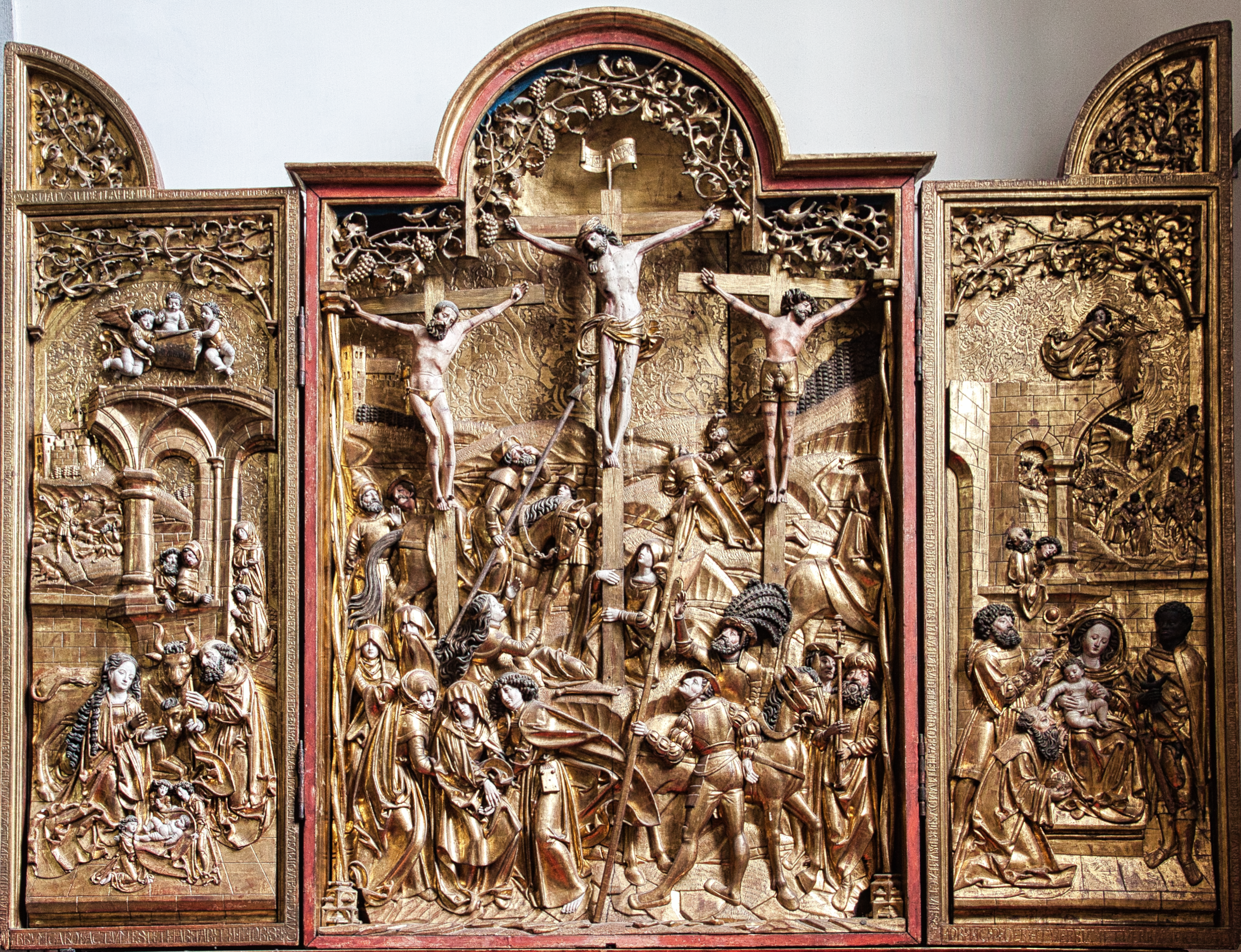
Altarretabel, zwischen 1509 und 1520, in der Franziskanerkirche Freiburg i. Üe.

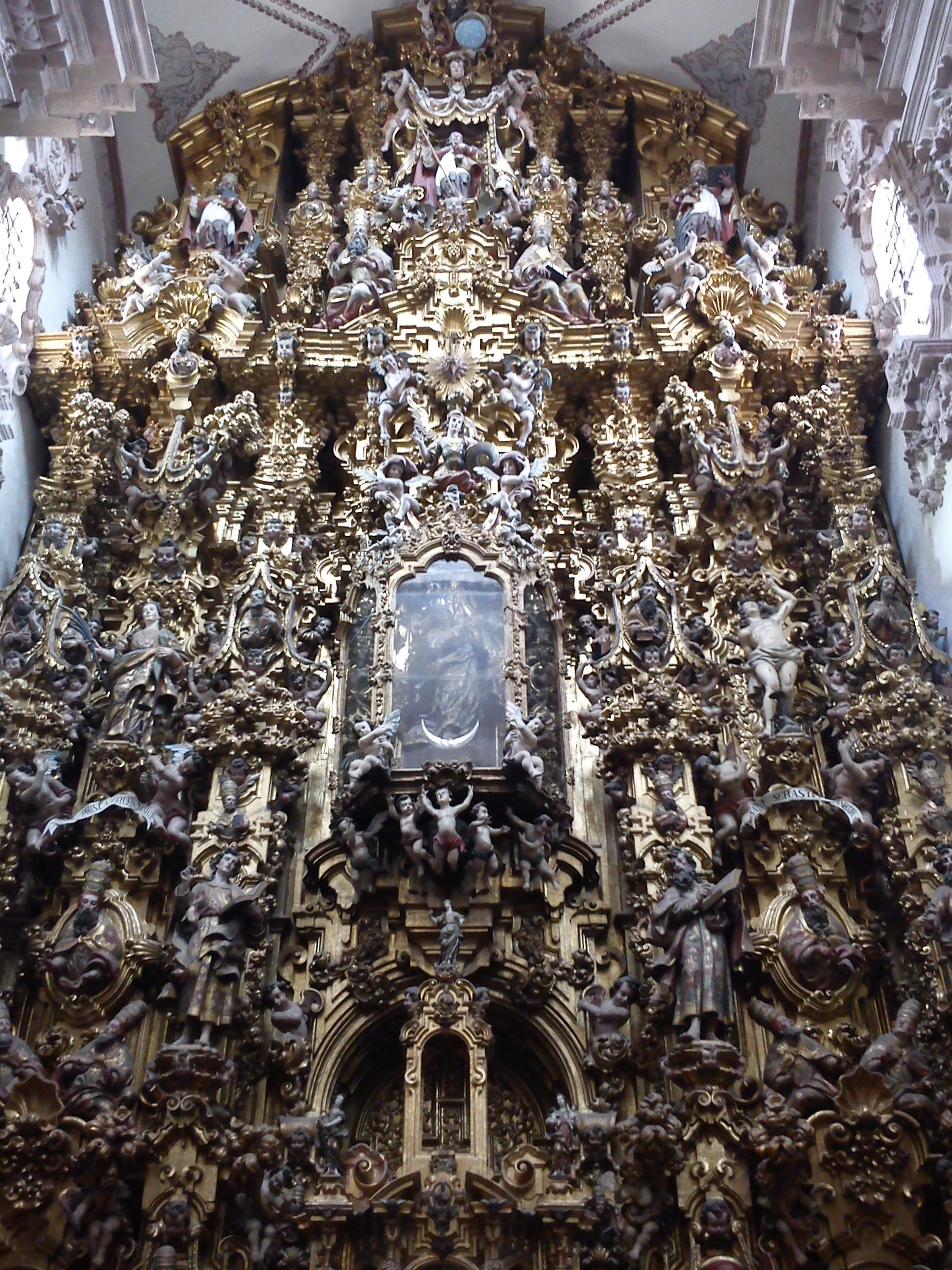
Taxco de Alarcón (Mexiko), Santa Prisca – spätbarockes Altarretabel (18. Jh.)

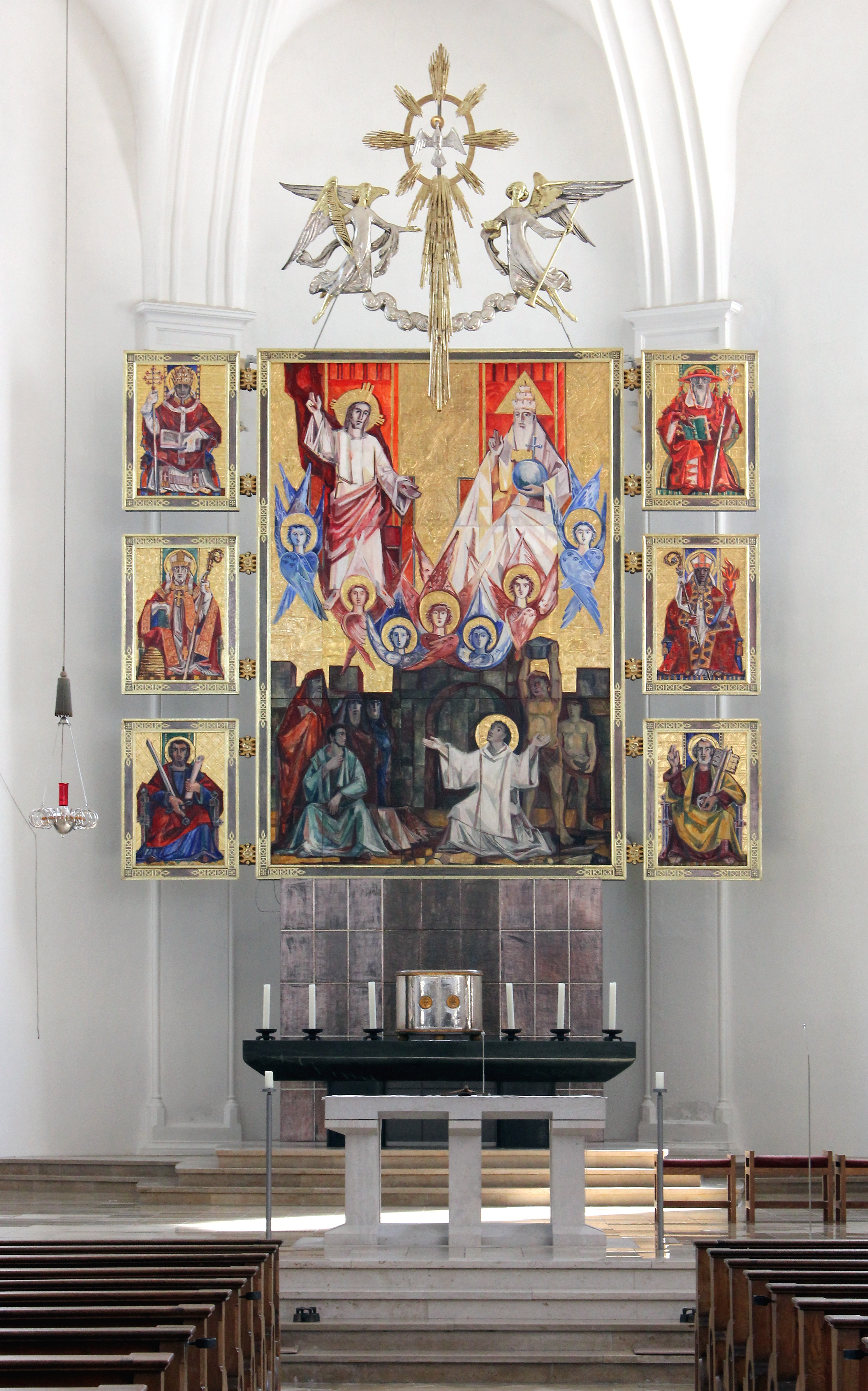
Mindelheim, St. Stephan – modernes Retabel (20. Jh.)

Altarretabel oder Retabel (von lateinisch retabulum, sinngemäß „rückwärtige Tafel“; auch Pala) bezeichnet jede Form eines Altaraufsatzes in einer christlichen Kirche vor allem im Gebiet der Westkirche – im deutschen Sprachgebrauch oft einfach mit Altar gleichgesetzt.

## Begriff
In der liturgischen Sprache wird zwischen dem Retabel als einem seit der Zeit der Gotik meist sehr aufwändig gestalteten Altaraufbau und der Mensa, dem eigentlichen, von einem Bischof konsekrierten Altartisch, unterschieden.
Retabel eines Altars kann eine rückwärtige Schauwand sein, die auf die Mensa eines Altars – mit oder ohne Predella – aufgesetzt, auf einem separaten Unterbau hinter dem Altartisch aufgestellt oder an der Wand hinter dem Altar befestigt ist. Auch ein an die Chorwand gemaltes Altarretabel kommt vor. Das schrankartig sich öffnende Mittelstück eines mit Flügeln versehenen und verschließbaren Retabels wird als Altarschrein bezeichnet, der gesamte Klappaltar als Flügelaltar.
Ein Antemensale ist das Gegenstück zum Retabel und an der vorderen Mensakante angebracht. Das auswechselbare Antependium, das vor dem Altartisch auf Beinhöhe des Zelebranten hängt, kam im Mittelalter auf.

## Geschichte
Bis ins Mittelalter hinein stand mit dem Subdiakon einer der Zelebranten bei der Messe hinter dem Altar. Auf dem Altartisch befanden sich ausschließlich die für die Sakramentsfeier notwendigen Gefäße. Erst ab dem 9. Jahrhundert begann man, für besondere Feste Reliquare auf der Mensa aufzustellen. Fest installierte Altarretabel anstelle oder zusätzlich zum Wandschmuck treten erstmals im 11. Jahrhundert auf. Die ältesten erhaltenen Exemplare stammen aus dem 12. Jahrhundert. Zunächst wurde nur der Hauptaltar mit einem Retabel ausgestattet. Bis zum 15. Jahrhundert erhielten auch fast Nebenaltäre Altaraufsätze.
Das romanische Altarretabel ist verhältnismäßig klein. Wie auch Antemensale sind erhaltene romanische Altaraufsätze häufig aus Stein, Stuck oder – sehr selten – Metall und mit Reliefs geschmückt. Wenn das Retabel aus Holz besteht, ist es oft mit Blattgoldbeschlägen oder Malereien versehen. Sein Umriss ist rechteckig, halbrund oder rechteckig mit halbrunder Erhöhung in der Mitte.
In der Gotik wurde das Retabel durch mit Scharnieren am Schrein befestigte, klappbare Tafeln erweitert, die die Möglichkeit zu einer Umgestaltung boten (Flügelaltar). Bisweilen wurden Einzelszenen mit zusätzlichen architektonischen Rahmungen, bestehend aus Pfeilern, Wimpergen und Fialen, umgeben. Eine Konstruktion aus architektonischen Elementen mit eingestellten Figuren oberhalb des Schreinkastens nennt man Gesprenge. Das größte gotische Altarretabel (ca. 27 m × 18 m) befindet sich in der Kathedrale von Sevilla. Zentren der Herstellung spätgotischer Retabel waren z. B. Lübeck, Rostock und Antwerpen.
Seine Blütezeit erlebte das Altarretabel in Spanien und im spanischen Kolonialreich während der Renaissance und im Barock. In dieser Zeit wurde das hinter dem Altar stehende Retabel üblich, wobei auf Flügel zumeist verzichtet wurde und nur das Mittelbild übrigblieb, auch Altarblatt genannt. Dessen eigenständige Umrahmung bildet beim Ädikula-Altar die Ädikula als architektonisches Element, das den Chor und den übrigen Kirchenraum zu einer stilistischen und kompositorischen Einheit verschmolz.

## Bekannte Exemplare
- Kathedrale von Sevilla – größtes Altarretabel der Welt.
- Antwerpener Retabel
- Klarenaltar, ehemals im Klarissenkloster Sankt Clara, Köln; heute im Kölner Dom
- Heiligblut-Retabel in der Stadtkirche St. Jakob von Rothenburg ob der Tauber
- Kreuzigungs-Retabel in St. Peter und Paul in Detwang
- Landkirchener Retabel im Schleswig-Holsteinischen Landesmuseum für Kunst und Kulturgeschichte Schloss Gottorf
- Das Bordesholmer Retabel des Hans Brüggemann, seit 1666 im Schleswiger Dom
- Marien-Retabel in der Herrgottskirche von Creglingen
- Pala d’oro im Markusdom in Venedig
- Ein an die Chorwand gemaltes Retabel ist z. B. der gotische 14-Nothelferaltar der St.-Peter-und-Paul-Kirche in Westerbuchberg.